# جون كلارك (سياسي بريطاني)
جون كلارك (بالإنجليزية: John Smith Clarke)‏ هو لاعب سيرك ‏ وناشط سلام وشاعر وسياسي بريطاني (وحمل سابقاً جنسية المملكة المتحدة لبريطانيا العظمى وأيرلندا)، ولد في 4 فبراير 1885، وتوفي في 30 يناير 1959. حزبياً، نشط في حزب العمال. في الانتخابات العامة في المملكة المتحدة 1929 ‏، انتخب عضو برلمان المملكة المتحدة الـ35 عن دائرة Glasgow Maryhill (UK Parliament constituency) ‏ (30 مايو 1929 – 7 أكتوبر 1931).